# Partido Nacional Umma
El Partido Nacional Umma (en árabe: حزب الأمة القومي‎, romanizado: Hizb al-Umma al-qawmmy) es un partido político islámico de Sudán. Anteriormente, fue liderado por Sadiq al-Mahdi, quien fue dos veces primer ministro de Sudán y fue destituido una vez por un conflicto entre partidos y otra por un golpe militar. En 2025, Mohamed Abdallah Al-Douma era el presidente interino del partido, y la hija de al-Mahdi, Mariam al-Mahdi, era una de las tres vicepresidentas.

## Historia

### Fundación
En agosto de 1944, Sayyid Abd al-Rahman al-Mahdi, líder de los Ansar, se reunió con altos miembros del Congreso y líderes tribales para debatir la formación de un partido político independentista no asociado con el mahdismo. Lanzaron un diario, al-Umma (La Comunidad). En febrero de 1945, se organizó el partido al-Umma y su primer secretario, Abdallah Khalil, solicitó una licencia gubernamental. La constitución no mencionaba a Abd al-Rahman ni a los Ansar. El único vínculo visible con Abd al-Rahman era la dependencia financiera del partido. Sin embargo, corrieron rumores de que al-Umma había sido creado por el gobierno y pretendía colocar a Abd al-Rahman en el poder. Estos rumores persistieron hasta junio de 1945, cuando el gobierno declaró públicamente que no apoyaría una monarquía mahdista.
Durante su mandato como primer ministro, Abdallah Khalil y varios altos funcionarios de la Umma instigaron el golpe de estado de 1958, liderado por el general Ibrahim Abboud.
Sadiq al-Mahdi fue el líder destacado del partido durante gran parte de su historia. Otros miembros históricos incluyen a Abdallah Bakr Mustafa.

### SigloXXI
En 2002, 37 miembros electos se separaron del Partido Nacional Umma y formaron el Partido Umma (Reforma y Renovación) (PURR), liderado por Mubarak al Fadil al Mahdi, primo hermano de Sadiq al-Mahdi. Este partido se unió a las filas del gobierno del Partido del Congreso Nacional y se mantuvo en el poder hasta la destitución de Mubarak al-Fadil. El PURR se dividió en cuatro facciones y posteriormente se reincorporó al Partido Nacional Umma.
Todos los miembros del PURR regresaron al Partido Nacional Umma, excepto Mubarak al-Fadil, debido a acusaciones de conspiración con Sudán del Sur y por difundir calumnias e información falsa sobre sus colegas del Partido Nacional Umma y la oposición. En 2010, el Partido Nacional Umma nominó a Sadiq al-Mahdi como su candidato presidencial en protesta por irregularidades electorales. Mahdi quedó en cuarto lugar y el partido obtuvo un escaño en la asamblea.

### Revolución sudanesa
Como miembro de las Fuerzas del Consenso Nacional (FCN), que firmaron la carta de las Fuerzas de la Libertad y el Cambio (FLC) el 1 de enero de 2019, el Partido Umma se integró a la alianza FLC, que coordinó la Revolución sudanesa y desempeñó un importante papel constitucional durante el período de transición de 39 meses hacia la democracia.
El 4 de noviembre de 2019, según la Agencia de Noticias de Sudán, una de las vicepresidentas del Partido Umma, Mariam al-Mahdi (hija del líder del partido, Sadiq al-Mahdi), fue nominada al Consejo Central de las FLC como representante del Llamamiento de Sudán, mientras que las FCN, de las que forma parte el Partido Umma, contaban con otros cinco representantes en el consejo.

### Guerra civil sudanesa
El 24 de febrero de 2025, el partido destituyó al general de división Fadlallah Burma Nasir como su líder interino tras estampar su firma en El acuerdo que estableció la Alianza Fundadora de Sudán y un Gobierno de Paz y Unidad alineado con las Fuerzas de Apoyo Rápido el 22 de febrero. Fue reemplazado por Mohamed Abdallah Al-Douma. Sin embargo, Nasir rechazó su destitución y ordenó la disolución de la presidencia institucional del partido.